# کردووا (کارولینای جنوبی)
کردووا(به انگلیسی: Cordova) شهری در ایالت کارولینای جنوبی کشور ایالات متحده آمریکا است که جمعیت آن در سرشماری سال ۲۰۱۰ میلادی، ۱۶۹ نفر بوده‌است.